# 성경정원
성경정원(Biblical garden)은 성경에 이름이 나오는 식물을 재배하여 모아 놓은 것이다. 식물원, 공립공원, 개인정원사 등이 관리하는 일종의 테마정원이다. 이것들은 일본 후쿠오카시에 있는 세이난 가쿠인 대학 성서 식물원과 미국 미주리주 세인트루이스에 있는 미주리 식물원을 포함하여 레반트에서 멀리 떨어진 많은 지역에서 재배되고 있다.
성경에 나오는 식물 목록에는 유대교와 기독교 경전에 언급된 식물 종이 포함된다. 성경에 언급된 일부 식물의 정체에 대해서는 상당한 불확실성이 있으므로 일부 성경 정원에는 두 가지 이상의 후보 종이 표시될 수 있다. 특히 기후가 다른 지역에서는 성서의 주제 및 주제와 관련이 있는 다른 식물도 포함되기도 한다. 또한 일부 정원에는 성서 이야기를 설명하거나 성서 시대 사람들의 생활 방식을 보여주는 물건이 전시되어 있다.